# Sigmund Jähn
Sigmund Werner Paul Jähn (ur. 13 lutego 1937 w Morgenröthe-Rautenkranz w Saksonii, zm. 21 września 2019 w Strausbergu) – wschodnioniemiecki pilot, pierwszy niemiecki kosmonauta.

## Życiorys
Po II wojnie światowej mieszkał w NRD. W 1951 ukończył szkołę i kształcił się na drukarza. W 1955 wstąpił do lotnictwa wojskowego NRD i po szkoleniu został pilotem wojskowym. W latach 1966–1970 studiował na radzieckiej akademii wojsk powietrznych w Monino, a następnie pracował w sztabie niemieckich sił powietrznych jako inspektor do spraw szkolenia pilotów i bezpieczeństwa lotów.
W 1976 został wybrany razem z innym pilotem – Eberhardem Köllnerem – do szkolenia pierwszych niemieckich kosmonautów w ramach radzieckiego międzynarodowego programu Interkosmos. Przez dwa lata szkolił się w Gwiezdnym Miasteczku pod Moskwą.
Odbył lot statkiem Sojuz 31 na stację kosmiczną Salut 6 od 26 sierpnia 1978 do 3 września 1978. W kosmosie przebywał 7 dni 20 godzin i 49 minut. Dowódcą misji był Walerij Bykowski. Start nastąpił z kosmodromu Bajkonur. Podczas lotu na pokładzie stacji kosmicznej, kosmonauci wykonywali eksperymenty naukowe. Przy twardym lądowaniu kapsuły na Ziemi Jähn doznał urazu kręgosłupa.
Jähn był pierwszym obywatelem Niemieckiej Republiki Demokratycznej w przestrzeni kosmicznej i zarazem pierwszym niemieckim kosmonautą. Jego lot był intensywnie wykorzystywany przez propagandę komunistycznych władz NRD. Jähn został uznany za bohatera narodowego, m.in. nazywano szkoły jego imieniem. Nadano mu tytuł bohatera NRD, jak również sowiecki bohatera Związku Radzieckiego. W 1983 obronił doktorat z fizyki w Centralnym Instytucie Fizyki Ziemi (Zentralinstitut für Physik der Erde) w Poczdamie.
Po zjednoczeniu Niemiec, od 1990 pracował jako konsultant dla Niemieckiej Agencji Kosmicznej DLR, a od 1993 także dla Europejskiej Agencji Kosmicznej (ESA), dla celów lotów na stację kosmiczną Mir. Zrezygnował z tej pracy w 2002.
Sigmund Jähn był żonaty i miał dwoje dzieci. W 2001 nazwano jego imieniem planetoidę (17737) Sigmundjähn.
Postać Sigmunda Jähna – jako byłego kosmonauty, a po upadku Muru Berlińskiego taksówkarza, ukazana została w filmie Good bye, Lenin!.

## Odznaczenia (lista niepełna)
- Złota Gwiazda Bohatera NRD (1978)
- Order Karla Marksa (1978)
- Medal Złota Gwiazda Bohatera Związku Radzieckiego (1978, ZSRR)
- Order Lenina (1978, ZSRR)
- Medal „Za zasługi w podboju kosmosu” (2011, Rosja)[2]
- Universal Astronaut Insignia za lot orbitalny (nr 90, pośmiertnie) – Stowarzyszenie Uczestników Lotów Kosmicznych (Association of Space Explorers(inne języki))[3]